# 福州日升中学
福州日升中学，簡稱日昇，是由福州四中于1994年创办的完全中学，初为私立学校，2022年转为公立学校。学校位于福建省福州市晋安区连江中路198号。学校现有初中教学班25个，高中普通教学班4个，高中美术特长班8个。

## 合作学校
福州日升中学为福州四中的联办校。
福州日升中学与加拿大温哥华兰里艺术学校签订合作办学协议，每年暑期组织学生前往美国与加拿大开展游学活动，但在2019年冠状病毒病疫情期间暂停。

## 排名
据福州日升中学自行统计，2021年中考中，成功被福州第一中学、福建师范大学附属中学或福州第三中学录取的学生约占当年日升中学考生的35%-40%。
根据目前政策，初中阶段学校不得宣传中考分数，因此近年福州市的中考学校排名均由民间组织完成。据民间组织“福州小升初团队”统计，2021年福州日升中学中考成绩列居福州市第四名。